# صدرالدین حجازی
صدرالدین حجازی (۱۶ مرداد ۱۳۲۷ – ۲۴ شهریور ۱۴۰۳) بازیگر تئاتر، سینما و تلویزیون اهل ایران بود. از برجسته‌ترین نقش‌های وی بازی در مجموعه‌های تلویزیونی روزی روزگاری، نابرده رنج و زیرزمین بوده است.

## فعالیت هنری
صدرالدین حجازی در سال ۱۳۴۲ به دانشگاه هنر راه یافت. او در دوران دانشجویی نمایشنامه‌هایی مانند تله و صیادان را کارگردانی کرد. همچنین در نمایشنامه‌های منطقهٔ جنگی و آموزگاران ایفای نقش کرد. حجازی در سال ۱۳۵۶ به‌عنوان بهترین بازیگر نقش اول مرد شناخته شد و جایزه اسب طلایی جشنواره بین‌المللی تئاتر را دریافت کرد که فقط همان یک سال برگزار شد.
صدرالدین حجازی از سال ۱۳۵۹ تا ۱۳۶۳ سرپرستی مجتمع دانشسراهای هنر را برعهده داشت و در سال ۱۳۶۴ مدیر تالار آبگینه بود. او در آثار سینمایی مانند ناخدا خورشید، تردید، شاخه‌های بید و سنتوری بازی کرد. از دیگر آثار مهم او در تلویزیون نیز می‌توان به مجموعه‌های تلویزیونی کوچک جنگلی، مختارنامه، تنهاترین سردار و تفنگ سرپر اشاره کرد.

### زندگی شخصی
صدرالدین حجازی دوبار ازدواج کرد. او و همسر اولش یک دختر به نام یلدا و دو پسر به نام کسری و سینا (خوانندهٔ ایرانی) دارند. این ازدواج به جدایی انجامید. سونیا شکیبا همسر دوم صدرالدین حجازی است که حاصل ازدواج آنها یک پسر به نام پارسا است. سونیا شکیبا در زمینه‌های مختلفی فعالیت داشته که از مهم‌ترین آنها می‌توان به بازیگری در فیلم آخرین خون و انتشار کتاب کلام در رنج و چهره‌پردازی اشاره کرد.

### درگذشت
در ۱۶ شهریور ۱۴۰۳ شایعه درگذشت او در رسانه‌ها انتشار یافت. همسر او با رد کردن این اخبار، زنده بودن او را تأیید کرد. همسرش افزود که او به‌علت بیماری سرطان ریه همچنان در کما به سر می‌برد. سرانجام وی پس از مدتی در کما به‌سر بردن به‌علت عوارض سرطان پیشرفته و نیز سکته مغزی، در عصر ۲۴ شهریور ۱۴۰۳ و در ۷۶ سالگی پس از چندین احیا درگذشت.

## آثار

### تئاتر
- شیش و بش، نوشته محمد چرم‌شیر، اردیبهشت ۱۴۰۱، سالن اهورا، کارگردان: سامان قلیچ‌خانی

### سینما
| سال  | عنوان                       | کارگردان        |
| ---- | --------------------------- | --------------- |
| ۱۳۹۴ | نیم                         | بهمن کامیار     |
| ۱۳۹۰ | خرس                         | خسرو معصومی     |
| ۱۳۸۷ | تردید                       | واروژ کریم‌مسیحی |
| ۱۳۸۵ | سنتوری                      | داریوش مهرجویی  |
| ۱۳۸۵ | گیس‌بریده                    | جمشید حیدری     |
| ۱۳۸۳ | رستگاری در هشت و بیست دقیقه | سیروس الوند     |
| ۱۳۸۰ | مزاحم                       | سیروس الوند     |
| ۱۳۷۸ | مثلث آبی                    | هادی صابر       |
| ۱۳۷۳ | روز شیطان                   | بهروز افخمی     |
| ۱۳۷۲ | سه مرد عامی                 | سیامک تقی‌پور    |
| ۱۳۷۱ | از بلور خون                 | جمشید عندلیبی   |
| ۱۳۶۹ | جدال بزرگ                   | علی‌اصغر شادروان |
| ۱۳۶۷ | تفنگ‌های سحرگاه              | بهروز افخمی     |
| ۱۳۶۷ | شاخه‌های بید                 | امرالله احمدجو  |
| ۱۳۶۵ | ناخدا خورشید                | ناصر تقوایی     |
| ۱۳۶۴ | زنجیرهای ابریشمی            | حسن کاربخش      |

### مجموعهٔ تلویزیونی
| سال       | عنوان                 | کارگردان         |
| --------- | --------------------- | ---------------- |
| ۱۴۰۱–۱۴۰۲ | آتش و باد             | مجتبی راعی       |
| ۱۴۰۱      | وضعیت زرد ۲           | مجید رستگار      |
| ۱۴۰۱      | حکم رشد               | حسن لفافیان      |
| ۱۴۰۱      | راز بقا               | سعید آقاخانی     |
| ۱۳۹۸      | بانوی سردار           | پرویز شیخ‌طادی    |
| ۱۳۹۶      | زیبا شهر              | علی‌اصغر شادروان  |
| ۱۳۹۵      | پادری                 | محمدحسین لطیفی   |
| ۱۳۹۴      | کیمیا                 | جواد افشار       |
| ۱۳۹۳      | هفت سنگ               | علیرضا بذرافشان  |
| ۱۳۹۰      | نابرده رنج            | علیرضا بذرافشان  |
| ۱۳۸۹      | مختارنامه             | داوود میرباقری   |
| ۱۳۸۹      | هوش سیاه              | مسعود آب‌پرور     |
| ۱۳۸۹      | ملکوت                 | محمدرضا آهنج     |
| ۱۳۸۹      | خانه بی‌پرنده          | کاظم معصومی      |
| ۱۳۸۹      | چاردیواری             | سیروس مقدم       |
| ۱۳۸۷      | مرد دوهزارچهره        | مهران مدیری      |
| ۱۳۸۷      | پس از سال‌ها           | اکبر خواجویی     |
| ۱۳۸۶      | اغما                  | سیروس مقدم       |
| ۱۳۸۶      | ساعت شنی              | بهرام بهرامیان   |
| ۱۳۸۵      | زیرزمین               | علیرضا افخمی     |
| ۱۳۷۷      | تفنگ سرپر             | امرالله احمدجو   |
| ۱۳۷۵      | صید در پی صیاد        | صادق هاتفی       |
| ۱۳۷۴      | تنهاترین سردار        | مهدی فخیم‌زاده    |
| ۱۳۷۳      | چه باید کرد؟          | حسین فردرو       |
| ۱۳۷۰      | روزی روزگاری          | امرالله احمدجو   |
| ۱۳۶۸      | هزاران برگ و هزار رنگ | حسین فردرو       |
| ۱۳۶۷      | تهران ۵۳              | هوشنگ توکلی      |
| ۱۳۶۵      | مدرس                  | هوشنگ توکلی      |
| ۱۳۶۳      | کوچک جنگلی            | بهروز افخمی      |
| ۱۳۶۳      | بهار تا بهار          | یدالله شیراندامی |